# Liste d'actes de violence contre les femmes
Cette page est une liste d'actes de violence contre les femmes. Les actes sont triés par pays et par année.

## Afghanistan
- Malalaï Kakar (2008)
- Bibi Aisha
- Sahar Gül (en) (2011)
- Sushmita Banerjee (2013)
- Meurtre de Farkhunda Malikzada (2015)

## Allemagne
- Agressions sexuelles du Nouvel An (2016)

## Arabie saoudite
- Mishaal bint Fahd Al Saoud (1977)
- Incendie d'une école de filles à La Mecque (2002)

## Australie
- Meurtre d'Anita Cobby (1986)
- Viols collectifs d'Ashfield (en) (2001-2002)

## Belgique
- Tanneken Sconyncx (en) (1603)

## Canada
- Meurtres du Highway of Tears (1969-2011)
- Meurtre de Helen Betty Osborne (en) (1971)
- Anna Mae Aquash (1975)
- Tuerie de l'École polytechnique de Montréal (1989)
- Tammy Homolka (en) (1990)
- Leslie Mahaffy (en) (1991)
- Kristen French (en) (1992)
- Meurtre de Donna Jones (en) (2009)
- Suzanne Anton (2011)

## Chine
- Affaire Shen Chong (en) (1946)

## Colombie
- Affaire de violence domestique de Lissette Ochoa (en) (2006)

## Émirats arabes unis
- Sarah Balabagan (1994)
- Alicia Gali (en) (2008)
- Mort d'Esther Mwikamba (en) (2012)

## États-Unis
- Jennie Bosschieter (en) (1900)
- Elsie Paroubek (en) (1911)
- Madge Oberholtzer (1925)
- Betty Jean Owens (en) (1959)
- Meurtre de Kitty Genovese (1964)
- Meurtre de Reyna Marroquín (en) (1969)
- Meurtre de Diane Maxwell (en) (1969)
- Little Miss Lake Panasoffkee (en) (1971)
- Meurtre de Dolores Della Penna (en) (1972)
- Meurtre de Dawn Magyar (en) (1973)
- Roseann Quinn (en) (1973)
- Mort de Janice Marie Young (en) (1973)
- Lady of the Dunes (1974)
- Long Beach Jane Doe (en) (1974)
- Meurtre de Marcia Trimble (en) (1975)
- Beth Doe (en) (1976)
- Assassinat de Gypsy Hill (en) (1976)
- Meurtres de filles scouts en Oklahoma (en) (1977)
- Meurtre de Mary Quigley (1977)
- Hillside Strangler (1977-1978)
- Meurtre de Debra Jackson (en) (1979)
- Meurtre de Sherri Jarvis (en) (1980)
- Meurtre de Marcia King (en) (1981)
- Meurtre de Brenda Gerow (en) (1981)
- Assassinat de Carol Cole (en) (1981)
- Meurtre de Tina Harmon (en) (1981)
- Meurtre de Marcy Renee Conrad (en) (1981)
- Meurtre de Krista Harrison (en) (1982)
- Theresa Hak Kyung Cha (1982)
- Meurtre de Dawn Olanick (en) (1982)
- Meurtre de Stephanie Roper (en) (1982)
- Cheryl Araujo (1983)
- St. Louis Jane Doe (en) (1983)
- Vernon County Jane Doe (en) (1984)
- Meurtre de Suzanne Marie Collins (en) (1985)
- Affaire Jeanne Clery (1986)
- Meurtre de Deanna Criswell (en) (1987)
- Meurre de Peggy Hettrick (en) (1987)
- Meurtre de Lil' Miss (en) (1988)
- Affaire de la joggeuse de Central Park (1989)
- Viol de Glen Ridge (en) (1989)
- Meurtre de Susan Poupart (en) (1990)
- Jessica Keen (en) (1991)
- Enlèvement de Jaycee Lee Dugard (1991)
- Assassinat d'Anjelica Castillo (en) (1991)
- Meurtre de Gail Shollar (en) (1992)
- Meurtres de Jennifer Ertman et Elizabeth Peña (en) (1993)
- Affaire Megan Kanka (1994)
- Anne Scripps (en) (1994)
- Assassinat de Randi Boothe-Wilson (en) (1994-1995)
- Meurtre de Barbara Barnes (en) (1995)
- Meurtre d'Elyse Pahler (en) (1995)
- Meurtre de Heather Rich (en) (1996)
- Meurtre de Amber Creek (en) (1997)
- Peaches (victime de meurtre) (en) (1997)
- Mort de Julie Jensen (en) (1998)
- Meurtre de Suzanne Jovin (en) (1998)
- Meurtre de Peggy Johnson (en) (1999)
- Meurtre de Samantha Runnion (en) (2002)
- Enlèvement d'Elizabeth Smart (2002)
- Christa Worthington (en) (2002)
- Meurtre de Dru Sjodin (en) (2003)
- Sheila White (activiste) (en) (2003)
- Meurtre de Riley Fox (en) (2004)
- Meurtre de Brooke Wilberger (en) (2004)
- Jetseta Gage (en) (2005)
- Assassinat de Geetha Angara (en) (2005)
- Meurtre de Jessica Lunsford (en) (2005)
- Meurtre de Jennifer Ann Crecente (en) (2006)
- Meurtre de Dana Dodd (en) (2006)
- Meurtre de Laura Dickinson (2006)
- Meurtre de Michelle Gardner-Quinn (en) (2006)
- Meurtre de Jennifer Moore (en) (2006)
- Fusillade de la West Nickel Mines School (en) (2006)
- Meurtre de Imette St. Guillen (en) (2006)
- Meurtrier du 9 février (en) (2006-2008)
- Enquête sur le viol du De Anza College (en) (2007)
- Meurtres de Cheshire (2007)
- Meurtre de Jessie Davis (en) (2007)
- Meurtre d'Emily Sander (en) (2007)
- Meurtre de Kelsey Smith (en) (2007)
- Meurtre de Brianna Denison (en) (2008)
- Meurtre de Denise Amber Lee (en) (2008)
- Meurtre de Kathryn Faughey (en) (2008)
- Viol collectif de la Richmond High School (en) (2009)
- Meurtre d'Annie Le (en) (2009)
- Meurtre de Morgan Dana Harrington (en) (2009)
- Meurtre de Sandra Cantu (en) (2009)
- Agression sexuelle de Savannah Dietrich (en) (2011)
- Meurtre de Mollie Olgin (en) (2012)
- Meurtre de Shao Tong (en) (2014)
- Meurtre de Romona Moore (en) (2015)
- Recy Taylor (2017)
- Abus sexuel à Hacienda HealthCare (2019)
- Mort de Sania Khan (en) (2022)

## Éthiopie
- Mort d'Hanna Lalango (2014)

## France
- Affaire Agnès Marin (2011)

## Grèce
- Passage à tabac et viol de Paros (en) (2012)

## Inde
- Affaire de viol de Phulmoni Dasi (en) (1889)
- Affaire de viol de Mathura (en) (1972)
- Affaire Aruna Shanbaug (1973)
- Viol pendant le conflit du Cachemire (en) (1989)
- Affaire de viol de Banala (en) (1990)
- Affaire Ruchika Girhotra (en) (1990)
- Affaire de viol de Suryanelli (en) (1996)
- Priyadarshini Mattoo (en) (1996)
- Affaire de viol d'Anjana Mishra (en) (1999)
- Affaire de viol d'Imrana (en) (2005)
- Affaire de viol d'Ayesha Miran (en) (2007)
- Affaire de meurtre de Soumya (en) (2011)
- Affaire du viol collectif de New Delhi (2012)
- Viol collectif et affaire de meurtre de Kamduni (en) (2013)
- Suzette Jordan (en) (2013)
- Viol collectif de Shakti Mills (en) (2013)
- Affaire de viol collectif de Birbhum (en) (2014)
- Affaire de viol collectif de Kandhamal (en) (2015)

## Italie
- Isabella di Morra (1545 ou 1546)

## Mexique
- Meurtres de femmes de Ciudad Juárez (depuis 1993)
- Susana Chávez (2011)

## Nigeria
- Enlèvement des lycéennes de Chibok (2014)

## Pakistan
- Samia Sarwar (en) (1999)
- Mukhtar Mai (2002)
- Kainat Soomro (en) (2007)
- Fareeda Kokikhel Afridi (en) (2012)
- Malala Yousafzai (2012)
- Meurtre de Farzana Parveen (en) (2014)
- Qandeel Baloch (2016)

## Pérou
- Arlette Contreras (2015)

## Royaume-Uni
- Attaques du Monstre de Londres (1788-1790)
- Meurtres de Whitechapel (1888-1891)
- Meurtre de Vera Page (en) (1931)
- Meurtre de Carol Wilkinson (en) (1977)
- Meurtre de Marion Crofts (en) (1981)
- Meurtre de Karen Price (en) (1981)
- Meurtre de Colette Aram (en) (1983)
- Meurtres de Babes in the Wood (Wild Park) (en) (1986)
- Meurtre de Linda Cook (en) (1986)
- Meurtre de Lynette White (en) (1988)
- Meurtre d'Anna McGurk (en) (1991)
- Assassinat de Rachel Nickell (en) (1992)
- Meurtre de Kelly Anne Bates (en) (1996)
- Meurtre de Hannah Williams (en) (2001)
- Agression au couteau d'Abigail Witchalls (en) (2005)
- Affaire d'enlèvement de l'enfant de Willington Quay (en) (2005)
- Meurtres en série d'Ipswich (en) (2006)
- Affaire d'inceste de Sheffield (en) (2008)
- Meurtres de Bradford (en) (2009-2010)
- Meurtre de Tia Rigg (2010)

## Russie
- Meurtres de masse de Nizhny Tagil (en) (2002-2007)

## Suède
- Catharina Ulrika Hjort af Ornäs (en) (1837)
- Agressions sexuelles à We Are Sthlm (en) (2015)

## Turquie
- Pippa Bacca (2008)
- Meurtre d'Özgecan Aslan (en) (2015)

## Ukraine
- Kateryna Handziouk (2018)